# Сент-Клауд (Миннесота)
Се́нт-Кла́уд (англ. Saint Cloud, дословно — «Святой Клод»; МФА: [seɪntˈklaʊd]) — город в штате Миннесота, США. Население — 61 198 чел. (по переписи 2010 года). Город расположен на территории сразу трёх округов — Стернса, Бентона и Шерберна. Мэр — Дэйв Кляйс. Назван в честь французского города Сен-Клу, носящего имя святого Kлодоальда. FIPS-код города — 27-56896, GNIS-идентификатор — 0650559.

## История

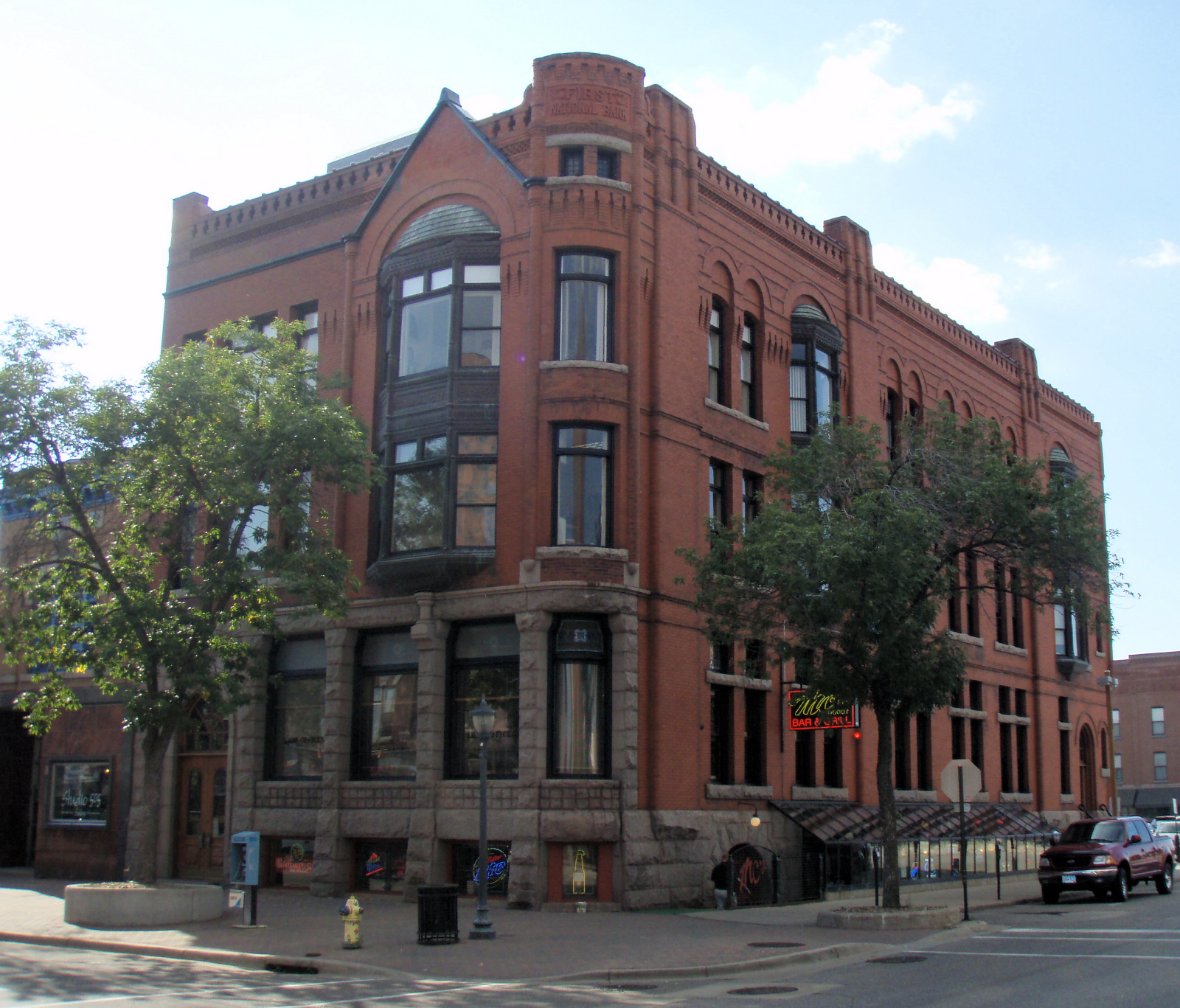
Здание первого банка в Сент-Клауде

Город (англ. city) возник в 1856 году в результате объединения трёх небольших городков (англ. town); ныне районы, на территории которых они располагались, называют Верхним, Средним и Нижним городом (англ. Upper, Middle and Lower Towns). Во время восстания сиу в 1862 году город служил пристанищем для беженцев.
В 1868 году через город была проведена железная дорога; одновременно с этим началась добыча гранита из близлежащего карьера. К 1900 году Сент-Клауд стал одним из крупнейших городов в штате благодаря своему выгодному положению на транспортных путях.
В 1869 году в городе был построен университет; двадцать лет спустя — тюрьма, в которую свозили преступников со всего штата.

## Население

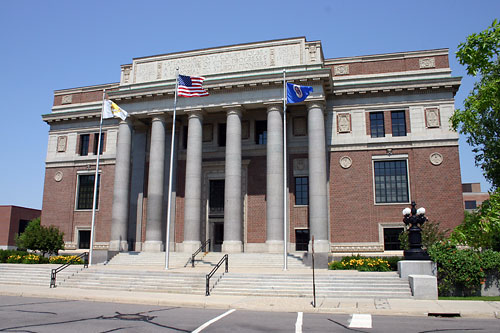
Здание суда округа Стернс

Население Сент-Клауда стабильно растёт: если в 1980 году здесь проживали 42 566 чел., а в 1990 — 48 812, то по переписи 2000 г. — 58 978 человек, а по переписи 2010 г. — 61 198 чел. Количество домохозяйств — 24 927 (в 2010 году). Площадь составляет 80,1 км² (78,1 км² — суша, 2 км² — вода). Плотность населения — 783,6 чел./км².
| Расовая группа                                  | Численность | Доля от общего населения |
| ----------------------------------------------- | ----------- | ------------------------ |
| Белые                                           | 53 928      | 88,12 %                  |
| Афроамериканцы                                  | 2276        | 3,72 %                   |
| Индейцы                                         | 618         | 1,01 %                   |
| Азиаты и уроженцы Океании                       | 2179        | 3,56 %                   |
| Другие или отнёсшие себя более чем к одной расе | 2197        | 3,59 %                   |

При этом неуклонно растёт доля и численность афроамериканцев, уроженцев стран Азии и смешанных групп населения — прирост с 1990 по 2010 гг. составил для них от 70 % до 1191 %.
В агломерации (англ. Metropolian area) проживает более 250 000 человек.

## Экономика
Город расположен в сельскохозяйственном крае. В окрестностях Сент-Клауда выращивают рожь, кукурузу, сою, бобовые, ячмень; развито птицеводство. В то же время в городе есть развитая промышленность — пищевая отрасль, производство автобусов, холодильников, станкостроение. Также налажено производство бетона, бумаги и другой промышленной продукции.
В городе есть аэропорт.

## Города-побратимы
В 2006 году Сент-Клауд и немецкий Шпальт стали городами-побратимами.